# Tembyet
Tembyet est un village de la Région du Littoral du Cameroun, situé dans la commune de Ndom. 

## Population et développement
En 1967, la population de Tembyet était de 295 habitants, essentiellement des Babimbi du peuple Bassa. La population de Tembyet était de 225 habitants dont 126 hommes et 99 femmes, lors du recensement de 2005. 